# WAR 3つの戦争
『WAR 3つの戦争』（ウォー 3つのせんそう、原題: War）は、ジャーナリストのボブ・ウッドワードが執筆し、サイモン&シュスターより2024年10月15日に出版されたノンフィクション書籍である。

## 内容
『WAR』の中でウッドワードはドナルド・トランプとジョー・バイデンの大統領職務を比較し、トランプはリチャード・ニクソンより悪いと結論づけている。ウッドワードはトランプがパンデミック中に不足していたCOVID-19検査キットをロシア大統領のウラジーミル・プーチンに送っていたと主張している。またウッドワードは、トランプが大統領退任後もプーチンとの7回の個人的な電話会談などを通じて関係を維持していたとも主張している。
ウッドワードは、バイデンがガザ紛争への対応に関してイスラエル首相のベンヤミン・ネタニヤフのことを「ろくでなし」と呼んでおり、またロシアのウクライナ侵攻はバラク・オバマ元大統領のロシアによるクリミアの併合への対応が原因であると主張していたと記述している。ウッドワードはまた、情報機関がロシアのウクライナ侵攻計画を数か月前に察知し、ミュンヘンでの会議でカマラ・ハリスがウクライナ大統領のウォロディミル・ゼレンスキーに直接それを説明したにもかかわらず、ゼレンスキーは正確な情報を受け入れようとしなかったと書いている
。